# Clastobasis ridens
Clastobasis ridens är en tvåvingeart som först beskrevs av Donald Henry Colless 1966.  Clastobasis ridens ingår i släktet Clastobasis och familjen svampmyggor. Inga underarter finns listade i Catalogue of Life.